# اچ‌ام‌اس کامبرلند (۱۷۳۹)
اچ‌ام‌اس کامبرلند (۱۷۳۹) (به انگلیسی: HMS Cumberland (1739)) یک کشتی بود که طول آن ۷۹ فوت (۲۴ متر) بود.